# Antoine Le Camus (1722-1772)
Pour les articles homonymes, voir Antoine Le Camus.
Antoine Le Camus (12 avril 1722 à Paris - 3 janvier 1772 à Paris) est un philosophe, médecin, auteur et journaliste français.

## Vie et action
Il est le fils de Nicolas Le Camus, commandant des gardes de la ville de Paris, et de son épouse Françoise Carbonnet.
En 1745, il est nommé docteur régent de la faculté de médecine de Paris. En 1766, il prend la chaire de chirurgie. Son intérêt particulier pour la médecine de l'esprit au sens le plus large. Le Camus cherche des explications physiques pouvant influencer les mécanismes de l'esprit.
En tant que médecin, Le Camus était un fervent partisan de la vaccination contre la variole et il poursuivit donc l'idée en 1770 de créer une clinique, la maison d'inoculation au Grand Charonne (place de la Réunion) à Paris. En mars 1771, les premières vaccinations générales ont été effectuées. Cependant, celles-ci ont été fermement rejetés par une partie de la population et ainsi l'administration a mis un terme à ses plans.

## Œuvres (sélection)
- La Médecine de l’esprit, 1753.
- Projet d'anéantir la petite vérole, 1767[3].
- La Médecine pratique rendue plus simple, plus sûre et plus méthodique, 1769.
- Abdeker ou l'Art de conserver sa santé, 1748.
- Maison d’inoculation, lettre de M. Le Camus, Quillau, 1771.
- Maladies du district du coeur, ouvrage posthume. Ganeau, 1772[4].